# Caecianiropsis ectiformis
Caecianiropsis ectiformis is een pissebed uit de familie Janiridae. De wetenschappelijke naam van de soort is voor het eerst geldig gepubliceerd in 1914 door Vanhoeffen.